# Searchin' (The Coasters)
Searchin’ is een liedje, geschreven door het Amerikaanse schrijvers- en producentenduo Jerry Leiber en Mike Stoller. Het nummer werd in 1957 samen met Young Blood als single uitgebracht door The Coasters en bereikte de eerste plaats in de ‘Billboard R&B chart’, de speciale hitlijst voor rhythm-and-bluesnummers. In The Top 100, de voorloper van de Billboard Hot 100, waarin de verkopen van alle singles werden verwerkt, haalde het nummer de derde plaats.
Young Blood/Searchin’ was een single met een dubbele A-kant. Searchin’ werd de grootste hit. Young Blood kwam tot plaats 8.

## Tekst
De zanger vertelt dat hij zijn geliefde zal vinden, wat hij er ook voor moet doen, desnoods een rivier overzwemmen of een berg beklimmen. Hij is net zo vasthoudend als een ‘Northwest Mountie’ (een lid van de Canadese North-West Mounted Police). Zelfs een detective als Sherlock Holmes, Sam Spade (uit De Maltezer valk van Dashiell Hammett) of Charlie Chan (een filmheld uit de jaren twintig en dertig) kan nog wat van hem leren.
In de ritmesectie speelt een piano mee, die als een mechaniekje steeds dezelfde noten laat horen. Op de opname van The Coasters zat Mike Stoller zelf achter de piano.

## Versie van The Beatles
De Coasters-nummers Young Blood en Searchin’ behoorden allebei tot het vroege repertoire van The Beatles. In 1982 zei Paul McCartney in het BBC-radioprogramma Desert Island Discs dat Searchin’ een van de platen was die hij mee zou nemen naar een onbewoond eiland. Searchin’ was een van de vijftien liedjes die The Beatles speelden bij hun onsuccesvolle auditie bij Decca Records op 1 januari 1962. De versie zoals ze die toen speelden, verscheen in 1995 op het verzamelalbum Anthology 1.
De bezetting was:
- Paul McCartney, zang, basgitaar
- John Lennon, achtergrondzang, slaggitaar
- George Harrison, achtergrondzang, sologitaar
- Pete Best, drums

Dit is dus een versie zonder piano.

## Versie van The Hollies
The Hollies namen het liedje op 25 juli 1963 op als opvolger van hun debuutsingle (Ain't That) Just Like Me. De pianopartij werd gespeeld door hun manager Tommy Sanderson. De plaat bracht het tot nummer 12 in de UK Singles Chart, een verbetering ten opzichte van de vorige plaat, die het tot nummer 25 had gebracht.

## Andere versies
Het nummer is door vele andere artiesten gespeeld. Daaronder zijn:
- Wanda Jackson nam het nummer op voor haar lp Two Sides of Wanda uit 1964.
- The Spencer Davis Group zette het nummer op zijn eerste lp (getiteld Their First LP) van 1965.
- Grateful Dead bracht het nummer rond 1970 een paar maal live, soms samen met The Beach Boys.
- Jim Croce zong een medley van drie liedjes: Chain Gang, He Don't Love You (Like I Love You) en Searchin'. De medley werd in 1976 (drie jaar na zijn dood) als single een bescheiden hitje (63 in de Billboard Hot 100).
- De Muppets zongen het nummer in een aflevering van The Muppet Show tijdens het eerste seizoen.
- Neil Sedaka maakte een opname van het nummer voor zijn lp Come See About Me uit 1984.

### In populaire cultuur
- Het nummer is te horen in de films De ijzeren reus en October Sky.
- Tavares behandelde min of meer hetzelfde thema in Whodunit uit 1977. Ook in dit nummer werden namen genoemd van bekende fictieve speurders.